# Buch (Berlin)
Buch, Berlin-Buch – dzielnica (Ortsteil) Berlina w okręgu administracyjnym Pankow. Od 1 października 1920 w granicach miasta.